# Петербургский глашатай
«Петербу́ргский глаша́тай» — русское издательство, существовавшее в 1912—1914 годах в Санкт-Петербурге.

## История
Издательство было основано поэтом Иваном Игнатьевым для выпуска книг и альманахов эгофутуристов, а также одноименной газеты (с 12 февраля по 15 ноября 1912 года вышло 4 номера).
Из-за своего юного возраста Игнатьев не мог учредить собственное периодическое издание, в связи с чем газета была зарегистрирована с фиктивным редактором-издателем. В первых двух выпусках им значился некий Г. Д. Буйвидис, в последующих номерах — Д. Ю. Буйвидис. Тем не менее, Игнатьев указывался как директор.
За всё время существования издательства было выпущено 9 альманахов: «Оранжевая Урна» Архивная копия от 21 декабря 2018 на Wayback Machine (1912), «Стеклянные цепи» (1912), «Орлы над пропастью» Архивная копия от 21 декабря 2018 на Wayback Machine (1912), «Дары Адонису» (1913), «Засахаре кры» (1913), «Бей!.. Но выслушай!!» (1913), «Всегдай» (1913), «Небокопы» (1913), «Развороченные черепа» (1913). Публиковались также отдельные сборники Василиска Гнедова, Константина Олимпова, Рюрика Ивнева и самого Игнатьева. Некоторое время к сотрудничеству привлекались члены московского эгофутуристического общества «Мезонин поэзии», основанного Вадимом Шершеневичем. Лев Зак выполнил издательскую марку.
В 1914 году после самоубийства Ивана Игнатьева издательство прекратило своё существование.